# Notoacmea insessa
Notoacmea insessa är en snäckart som först beskrevs av Hinds 1842.  Notoacmea insessa ingår i släktet Notoacmea och familjen Acmaeidae. Inga underarter finns listade i Catalogue of Life.